# Abraham Friedmann
Abraham Friedmann (* 11. Juli 1873 in Autenhausen; † 6. Mai 1938 in Paris) war ein deutscher Kaufmann. Er wurde vom NS-Regime aufgrund seiner jüdischen Herkunft verfolgt und emigrierte 1935 nach Frankreich. Die Differenzen zwischen Friedmann und dem Ortsgruppenleiter der NSDAP in Coburg Franz Schwede führten 1929 zu einem Volksentscheid in Coburg, der die erste NSDAP-Stadtratsmehrheit in Deutschland zur Folge hatte.

## Leben
Friedmann wohnte in Autenhausen im Haus Nr. 40, heute Lindenstraße 15. Er kam 1902 als Viehhändler nach Coburg. Als Teilnehmer des Ersten Weltkriegs wurde er 1914 verwundet und kehrte nach der Entlassung aus dem Lazarett nach Coburg zurück. In der Folge hatte er das Amt des Leiters der Bezirksschlächterei bis Kriegsende inne und konnte die Fleischversorgung während des Kriegs sichern.:S. 155 Für seine Leistungen erhielt er den Titel Kommissionsrat.

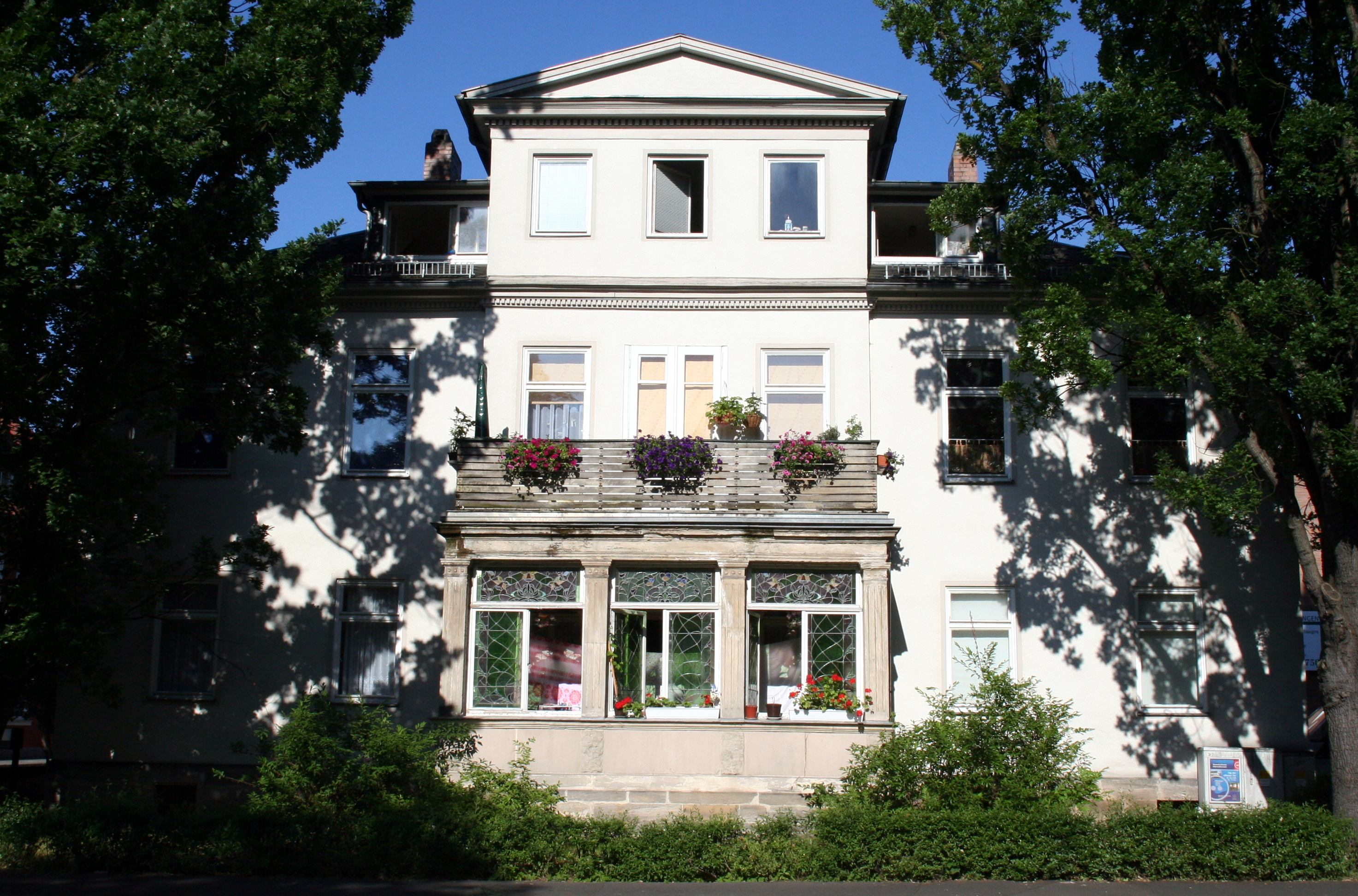
Ketschendorfer Straße 2 in Coburg

Im Jahr 1916 geriet die Coburger Fleischwarenfabrik C. Großmann durch den Wegfall des Exports in finanzielle Schwierigkeiten. Friedmann gewährte dem Unternehmen ein Darlehen, das es nach dem Ersten Weltkrieg nicht zurückzahlen konnte. Im Jahr 1919 wurde Friedmann Generaldirektor der Coburger Fleischwarenfabrik C. Großmann und bezog ein Haus in der Ketschendorfer Straße 2, das er erworben hatte. Im Jahr 1921 folgte die Teilhaberschaft.:S. 156 Nach der Umfirmierung in eine Aktiengesellschaft am 1. Juli 1922 wurde er Hauptaktionär und alleiniger Vorstand des Fleischwarenunternehmens. Am 15. Oktober 1922 kam es anlässlich des Deutschen Tags vor Friedmanns Wohnhaus zu einer antijüdischen Kundgebung durch etwa 30 SA-Männer, wobei ihm Totschlag angedroht wurde. Hintergrund waren Gerüchte, er habe 100.000 Reichsmark bezahlt, damit gegen die NSDAP demonstriert wird.
Die 1926 gegründete Parteizeitung Weckruf der Coburger NSDAP-Ortsgruppe warf Friedmann Feigheit im Ersten Weltkrieg vor und dass er ein Kriegsgewinnler sei. Ende 1928 begann sie eine fünfteilige Hetz- und Verleumdungskampagne gegen ihn. Unter anderem wurde unterstellt, Friedmann wolle sich den Kommerzienrat-Titel kaufen. Gleichzeitig brachte Franz Schwede, der Angestellter bei den städtischen Werken war, am 10. Dezember 1928 im städtischen Polizei- und Verwaltungsrat einen Dringlichkeitsantrag gegen die Verleihung des Titels Kommerzienrat an Friedmann ein. Friedmann wehrte sich gegen die Angriffe durch eine einstweilige Verfügung gegen den Weckruf. Außerdem wies er den Arbeitgeber des Maschinenmeisters Schwede auf Überlegungen hin, wegen der Verunglimpfungen, die Koks- und Stromabnahmen für die Großmann AG einstellen zu lassen. Die Leitung der städtischen Werke und der Stadtrat forderten Schwede auf, sich schriftlich zu verpflichten bei seinen politischen Aktivitäten die Pflichten gegenüber seinem Arbeitgeber zu beachten und in diesem Sinne auch auf die ihm nahestehende Presse einzuwirken. Schwede unterzeichnete die Erklärung nicht. Weitere Weckruf-Artikel, unter anderem mit der Behauptung, Friedmann habe Schwedes Entlassung gefordert, ließen die Angelegenheit eskalieren und Vermittlungsversuche scheiterten. Am 13. Februar 1929 kündigten die städtischen Werke Schwede wegen dessen maßlosen öffentlichen Angriffe auf einen Großabnehmer. Am 22. Februar bestätigte dies der Stadtrat mit 14:10 Stimmen. In der Folge konnte die NSDAP am 5. Mai 1929 erfolgreich mit einem Volksentscheid die Auflösung des Stadtrates initiieren. Die Neuwahl war am 23. Juni 1929 und führte zur absoluten Sitzmehrheit der NSDAP im Stadtrat.

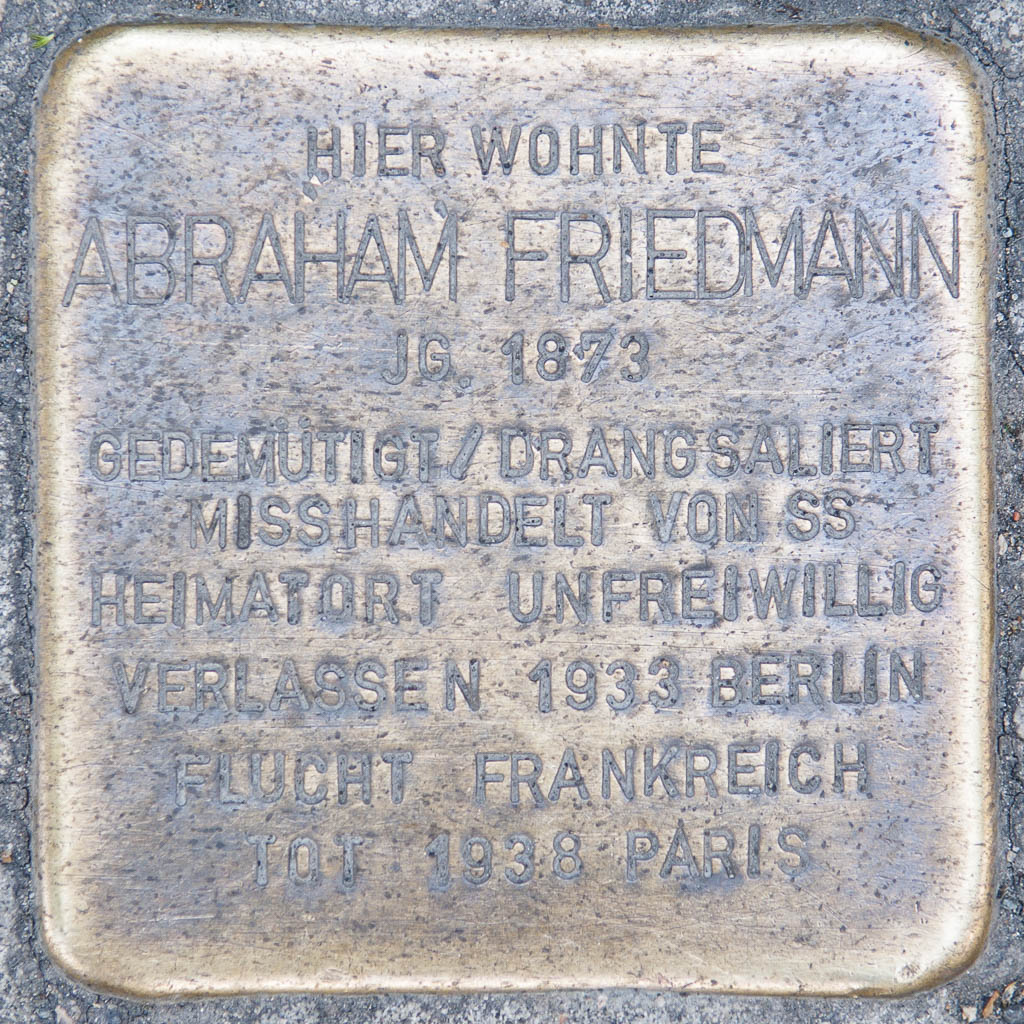
Stolperstein vor Ketschendorfer Straße 2

In der Nacht vom 14. zum 15. März 1933 brachen junge Männer in das Wohnhaus von Friedmann ein, vergifteten seine Hunde und verschleppten ihn in den Finkenauer Wald. Dort wurde er mit Peitschen und Gummiknüppeln schwer misshandelt. Sein anschließender Krankenhausaufenthalt dauerte bis zum 18. März 1933. In der Folge zog er 1933 nach Berlin zu seiner Tochter Bertha Landauer.
Friedmann hielt etwa 25 % aller Aktien der Großmann AG. Am 25. März 1933 wurde sein Arbeitsvertrag, und der seines Vorstandskollegen Heilbron, wegen angeblich unrechtmäßiger Geldentnahmen im Jahr 1931 auf Betreiben des Staatsbankdirektors Andreas Hager von der Bayerischen Staatsbank Coburg fristlos gekündigt.:S. 600 Der Vorstand und der Aufsichtsrat wurde am 6. Juni 1933 auf einer Generalversammlung in Coburg mit Personen gemäß Anweisung der NSDAP-Kreisleitung neu besetzt und damit die Großmann AG „arisiert“.
Aufgrund einer Strafanzeige des Aufsichtsrats wegen angeblicher Bilanzfälschung wurde Friedmann in Berlin verhaftet und anschließend in Coburg in Untersuchungshaft gesetzt. Da ihm strafrechtlich nichts nachzuweisen war, wurde er entlassen und flüchtete in die Schweiz. Sein Verfahren gegen die Großmann AG, unter anderem wegen Gehaltsforderungen, wurde aufgrund der Flucht eingestellt. Seine Vorzugsaktienpakete mit zwanzigfachen Stimmrechten, wurden in einfache neue Großmann-Stammaktien umgewandelt. Der auf verschiedene Banken verteilte Aktienbesitz wurde zum Ausgleich von Schulden verwendet und der Rest veräußert.:S. 603
Das Wohnhaus und ein Nebengebäude war seit April 1930 mit einer Hypothek von 40.000 RM bei der Dresdner Bank belastet. Friedmann konnte die Hypothek seit 1933 nicht mehr bedienen. Im Frühjahr 1935 beantragte die Dresdner Bank die Zwangsversteigerung. Der Coburger Unternehmer Max Brose ersteigerte zusammen mit seinem Geschäftspartner Ernst Jühling das Anwesen weit unter Wert für 41.000 RM im November 1935. Das Gebäude wurde in der Folge für Werkswohnungen genutzt. Ein Rückerstattungsverfahren, das die Töchter von Friedmann beantragt hatten, wurde 1953 mit Zahlung von 25.000 DM beendet. 1956 verkaufte das Unternehmen Brose das Anwesen.
1935 zog Friedmann zu seiner Tochter Senta Friedenreich nach Paris, wo er 1938 nach einer Magenoperation verstarb.:S. 604